# Gustaf Edvard Sandberg
Gustaf Edvard Sandberg, född 9 november 1863 i Fågelås socken, död 9 juli 1905 i New York, var en svenskamerikansk arkitekt.
Efter mogenhetsexamen vid Skara högre allmänna läroverk 1884 lästa han vid Kungliga tekniska högskolan 1884-1886 och antogs som specialstuderande i arkitektur 1886-1888. Han var därefter anställd hos olika arkitekter under ett år innan han 1890 emigrerade till Förenta staterna. Strax efter ankomsten erhöll han plats hos arkitektfirman Parfitt Brothers inom vilken han framgångsrikt verkade fram till sin död. Han var medlem av den Svenska ingenjörsföreningen och Skandinaviska föreningen i Brooklyn.